# Gottfried Leibniz
Gottfried Wilhelm Leibniz (Leipzig, 1. srpnja 1646.  – Hannover, 14. studenog 1716.), njemački polihistor. Smatra se jednim od najsvestranijih umova svoga doba, sa značajnim doprinosom razvoju niza znanstvenih disciplina, jer je bio djelatan kao filozof, matematičar, fizičar, filolog, pravnik, diplomat i u mnogim drugim područjima. Jedan je od predstavnika filozofije racionalizma. Poznat postao po tome što je u isto vrijeme kao i Isaac Newton otkrio diferencijalni i integralni račun. Najpoznatije mu je filozofsko djelo Monadologija. Izumio je infinitezimalni račun i postao prvim predsjednikom Berlinske akademije znanosti.

## Životopis
Rodio se potkraj dugog razdoblja nemira i ratova. Ta je činjenica možda utjecala i na odabir njegova imena: Gottfried (Bogomir). Već kao dječak Leibniz pokazuje izuzetne lingvističke sposobnosti – u dvanaestoj godini vlada latinskim jezikom tako da piše stihove. Nakon latinskog naučio je i starogrčki te je mogao u originalu čitati klasike, naročito Aristotela. Vladao je također i francuskim jezikom koji je bio treći jezik na kome je objavljivao svoje rasprave (njemački, latinski i francuski). Sam Leibniz isticao je svoje slavensko podrijetlo, potpisujući se naizmjenično s Leibnitz i Leibniz. Prvotno njegovo prezime bijaše Lubnics. Leibniz je govorio da je slavenskog podrijetla i francuskog obrazovanja. Njegovim duhom upravljao je osjećaj nadnacionalnosti koji će se kasnije rezultirati idejom o univerzalnom jeziku za koji ne treba nikakav rječnik. Od ranih godina Leibniz je izuzetno radoznao duh, savršeni autodidakt. Ne samo da je sam naučio latinski i grčki nego je potpuno samoinicijativno još kao dječak na sveučilištu u Leipzigu slušao predavanja poznatog retoričara i povjesničara filozofije Jackoba Tomazija. Čitao je redom sve što mu je došlo pod ruku, a otac mu je nakon smrti ostavio veliku biblioteku s djelima Galileja, Campanelle, Platona, Aristotela, Hobbesa, Bacona, Descartesa i mnogih drugih velikih umova ranijih epoha.
S dvadeset godina Leibniz je objavio svoju poznatu "Dissertatio de arte combinatoria", djelo u kome se nalaze korijeni svim njegovim kasnijim radovima. Već tada se suočio s nerazumijevanjem okoline, i tako će biti dok živi. Njegove ideje mnogima su izgledale maglovite i glupe. Na svu sreću shvatit će ih algebristi novijih vremena. Leibniz je i doktorirao s tezom iz prava. Više nego disertacija ovo će djelo pribaviti Leibnizu ugled i poštovanje, a samim tim i posao. Vrlo brzo upoznao je svog prvu mecenu – Johanna Christiana od Boinburga koji se oduševio Leibnizovim idejama vjerskog europskog mira i jedinstva te ga uveo u visoko društvo. Tako je 1670. godine Leibniz mogao dobiti položaj savjetnika Vrhovnog suda elektorata u Mainzu. Tu mu je povjerena reforma i revizija starog Corpus iuris. Tu je, zapravo, bila prva mogućnost slobodnog izbora između sveučilište katedre u Altdorfu, gdje je imao ponudu i diplomatsko-pravne dužnosti koju je izabrao kao mogućnost iskazivanja svog otvorenog karaktera. Leibniz nije bio kabinetski filozof, knjiški crv. Njega je zanimao život, primjena filozofije u životu i iskušenja koja tu vrebaju čovjeka. Izvršio je veoma temeljitu reviziju pravnog zakonika, dajući usput niz dobrih rješenja za mnoga pravna, diplomatska i politička pitanja. Među ostalim, bavio se pravnim problemima izbora kralja Poljske. Leibniz je tih godina napisao toliko spisa da je njegova slava pravnog znalca i izvanrednog filozofa postala međunarodna. Stoga ga šalju u Pariz, na dvor Louisa (Luja) XIV., moćnog kralja-sunce, čije su snage prijetile njemačkom miru. Mnogo prije Napoleona Leibniz je savjetovao Francuzima da krenu u rat protiv Egipta, protiv nevjernika, i to je bilo njegovo najveće posrnuće u diplomatskoj djelatnosti u kojoj je imao tako malo uspjeha da to danas ne zaslužuje veći komentar. Mirio je mnoge zemlje i vladare, ali nikog nije mogao uvjeriti u potrebu mira. Na tom poslu protratio je mnogo svog dragocjenog vremena.
U Parizu Leibniz je upoznao fizičara i matematičara Nizozemca Huigensa (Hajgens), koji ga prvi uvodi u prostrano područje suvremene matematike. Leibniz se iskreno divio Huigensovim rješenjima nekih problemima, prvenstveno fizičkih, poput matematičkog njihala i zamolio ga da podučava matematiku. Tako se Leibniz, u dobi od 27 godina, upoznaje sa znanošću u kojoj će dati tako mnogo i u kojoj će njegov intelekt zablisati punim sjajem. Matematiku je Leibniz, pored ostalog, priglio i kao mogućnost stvaranja univerzalnog jezika, svođenja svih znanosti na jednu. To su najplodnije godine Leibnizova stvaralaštva. Mnoge rasprave koje je napisao (što na francuskom, što na njemačkom i latinskom jeziku) ostale su rasute po almanasima tadašnjih učenih društava Europe (On sam osnovao je u Berlinu akademiju znanosti, a isto je pokušao i u Petrogradu). Kruna tog rada, rasprava "Nova methodus pro maximis et minimis" objavljena je 1684. godine u lajpciškom "Acta eroditorum", a 1686. godine i druga rasprava "De geometria recondita et analysi indivisibilium atque infinitrum". To su prva dva rada o diferencijalom i integralnom računu uopće, pa je razumljivo uzbuđenje koj je nastalo među znanstvenicima kada je 1687. Newton objavio svoje "Principe". Rat je bio na pomolu, za primat u matematici, za ugled nacije. Ne može se preći danas preko činjenice da je Leibniz boravio kratko vrijeme u Londonu 1673. gdje se sastao s engleskim matematičarima, kojima je pokazao neke svoje radove. Od Engleza Leibniz je doznao o nekim njihovim radovima. Je li tada moglo doći do voljnog ili nevoljnog utjecaja to se nikada neće utvrditi. Leibniz nije bio nesklon pozajmicama za koje je smatrao da su normalne, jer ih je kasnije obrađivao na svoj način i dopunjavao. Vraćajući se iz Pariza 1676. godine kako bi stupio u službu vojvode Fridricha od Braunschweig Luneburga, kao savjetnik i knjižničar, Leibniz je posjetio London i Amsterdam. U Amsterdamu se sastao sa Spinozom koji je već bio u sporu s crkvenom Europom. Spinoza je Leibnizu dao jedan prijepis svoje Etike ("Ordine Geometrica Demonstrata"), koja ga je sigurno morala oduševiti. Ipak, sasvim neetički, poslije smrti Spinoze Leibniz je mnoge stavove velikog filozofa unio i u svoja etička razmatranja. Nije to bilo obično prihvaćanje nečijeg učenja, nego prisvajanje bez znanja i odobrenja samog tvorca, koji je bio mrtav.
Stupivši u službu vojvode Johanna Fridricha, Leibniz je potpuno prekinuo svoj nezavisni rad, što matematički što teološko-pravnički. To mjesto mu je dalo relativnu sigurnost. Četrdeset godina proveo je u službi obitelji vojvode od Braunschweig Luneburga, istražujući njihovo rodoslovlje od najstarijih vremena. Radio je temeljito, objavio nekoliko tomova dokumenata i tako postavio temelje modernoj povijesnoj znanosti. Njegova povijesna studija "Annales Brunsvicenses" zahvaća prije svega predpovijest njemačkog tla i primitivnih naroda na njemu, a zatim uzroke i uvjete, često neosjetne i neznatne, koji svojim dugim djelovanjem ili gomilanjem imaju velikog učinka. Posao je bio tako obiman da je Leibniz za svog života uspio stići do 1000. godine nove ere. Iako je mnogo pisao malo je objavljivao, ali su njegova neobavljena djela imala velik odjek preko korespondenata. Djelo pisano na francuskom jeziku "Discours de Métaphysique" izazvalo je najveću pozornost i uznemirilo crkvene doktrinarce. Leibniz je nastojao utjecati na ckrvene oce zavađenih luterana i katolika kako bi se ujedinili. Razvio je ogromnu korespondenciju koja sama za sebe predstavlja kapitalno djelo koje bi, objavljeno, obuhvatilo stotinu tomova. Dopisivao se, između ostalih, i s Nicolasom de Malbrancheom (Malbranš), Fouchéom (Fuše), Huigensom, Edmeom Mariotteom (Mariot), Spinozom, Ottom Guerickeom (Gerik)...
Vrlo značajno je napomenuti da se Leibniz u mnogim svojim pravnim raspravama pozivao na prirodni zakon. Pisao je: "Čovjek bi bio sretan kad bi poznavao svoje dobro, jer bi se bez sumnje poslužio da sebi sreću osigura. Znao bi da u srcu svom ima pravilo i osnovu svake vjere i ne bi mogao padati u zablude i predrasude, a da hotimično ne kuje zavjeru protiv sebe samog." Teško je reći kakvo je bilo Leibnizovo shvaćanje vjere. Ne potpuno panteističko, ali veoma blisko panteizmu. Papa je čak zvao Leibniza u Vatikan, za knjižničara, ali pod uvjetom da pristupi katoličanstvu i odrekne se luteranske hereze. Leibniz je ponudu odbio. Ključno djelo koje je Leibniz zamislio trebalo je nositi naziv "Plus ultra". Ono je trebalo obuhvatiti ne samo sve znanosti već je i samo trebalo biti djelatno ukazivanjem na to kako će se znanosti dalje razvijati i kako duh ljudski i same stvari dalje usavršavati da se ostvari najbolja republika, i javna sreća svih ljudi. I to po odjeljcima: O sadašnjem stanju znanja, O zlima na kojima ljudi svojom krivicom rade, O sreći koju treba pribaviti ljudima, O vještini pronalaženja, O sintezi ili vještini kombiniranja, O analizi, zatim o svim znanostima redom, općoj matematici, aritmetici, algebri, geometriji, optici, Dinamici ili uzroku kretanja ili uzroku i efektui potenciji i aktu, mehanici, fizici, astrnomiji, metereologiji, zemljopisu, botanici, zoologiji, medicini, psihologiji, politici, ekonomiji, sve do javnog prava. Svoje djelo Leibniz je htio potpisati pseudonimom Wilhelmus Pacidius, što će reći Wilhelm Pacidi, gdje se riječ Pacidi korjenjuje u Leibnizovo ime, u Mir. Taj mir bijaše Leibnizov životni san. Gottfried Wilhelm Leibniz preminuo je 14. studenog u Hannoveru. Zaboravljenog od svih, na groblje ga je ispratio samo njegov osobni tajnik.

## Monadologija
Leibnizova temeljna misao koja prožima cijelu njegovu filozofiju jest pojam supstancije koju ju objasnio u djelu iz 1714. Monadologija. Za razliku od Descartesa koji je razlikovao dvije supstancije res extensa i res cogitans, i Spinozine Deus sive natura, Leibniz ima drugačiji pristup samoj supstanciji koju vidi u obliku jednostavne supstancije monade. Monade o kojima Leibniz govori moraju biti jednostavne, a biti jednostavan izlazi iz činjenice što živimo u svijetu gdje se vidi složenost, oprečna ideja složenosti jest jednostavnost, on svojim načelom kontinuiteta kojim ovdje nadograđuje svoju filozofiju nastoji objasniti kako kad složene supstance rastavimo dolazimo do sve jednostavniji, a biti potpuno jednostavan znači biti bez djelova.
Jednostavnost je veoma bitna jer gdje nema jednostavnosti nema ni protežnosti ni oblikovanja, pa tako ni djeljivosti, što je bitno jer je Leibniz čitajući Demokrita poznavao je atomističku filozofiju pa je i sam zaključio da moraju postojati supstancije koje nemogu biti djeljive, ali za razliku od Demokrita nije ih smatrao materijalnima jer materija pretpostavlja protežnost i složenost, već više kao neka vrsta duhovne čestice. Monade ne mogu utjecati jedna na drugu, jer su već u samoj svojoj biti određene, a to određenje imaju u bogu koji je i krajni cilj odnosno svrhoviti uzrok. Monade ne mogu biti uzrokovane jer "..po čemu bi jednostavna supstancija mogla prirodno početi, budući da ona ne može biti načinjena sastavljanjem." Što znači da moraju biti stvorene u bogu koji je izvor sve postojanosti, a to zahvaljuje svojoj savršenosti jer „tamo gdje nema granica, a to je u Bogu, savršenstvo je apsolutno beskonačno. ‟, ali upravo zbog stvaranja i jednostavnosti same monade, a jednostavnost ne može nestati, mogu svršiti samo uništenjem.
Veoma bitna karakteristika monada jest njihova nužna različitost, jer ne postoje dva bića u svijetu koja su potpuno ista, a ako su sve monde iste onda bi svaka u ispunjenom prostoru dobila jednaku vrijendnost i stanje se ne bi razlikovalo jedno od drugoga. Na monade ne može s vanjske strane djelovati ništa jer su samostalne "Monade, nikako nemaju prozora, kroz koje bi nešto u njih moglo ući ili iz njih izaći ." Jedina promjena koja dolazi u monade je iz unutranjeg principa, a njihove kvalitete su mnoštvo u jedinstvu što nazivamo percepcijom i žudnja koja je prijelaz jedne percepcije na drugu. Ovdje Leibniz naglašava razliku između percepcije koja je princip vanjskoga stanja monade i apercepcije ili samosvijesti koja pripada unutrašnjoj refleksiji.
Leibniz nejasno predočava pojmove um, duša, duh i duhovitost, a razlikuje razum kao diskurzivni dio mišljenja koje pripada i životinjama i um ili dušu koja je isljučivo svojstvo čovjeka. "..kad se duša uzdigne do uma, ona je nešto uzvišenije te je ubrajamo u duhove..." Monade su temeljna supstancija svijeta koje svoju ideju ima u bogu kao svrhovitom uzroku svega postojećeg, gdje se ništa ne temelji na dva principa koje Leibniz razlikuje, a to su: princip proturiječnosti i dovoljnoga razloga.  Iz ta dva principa Leibniz definira dvije istine, a to su istine uma koje su nužne, jer je njihova suprotnost nemoguća, je sve što je suprotno je proturiječno pa tako i ne istinitno. Druge su istine iskustva one su slučajne, i njihova je suprotnost moguća. Princip dovoljnog razloga je teološke naravi, odnosno sve što postoji, postoji s razlogom, „premda nam ti razlozi najčešće ne mogu biti potpuno poznati.

## Načelo dovoljnoga razloga
Leibniz se proslavio principom dovoljnog razloga najviše u svojoj Teodiceji gdje nastoji objasniti zlo u svijetu, iako je i mnogo kritiziran upravo zbog njegove oportunitetne metafizike, a najviše od njegovog suvremenika francuza Voltairea koji je u djelu Candide ismijao načelo dovoljnoga razloga, svrhovitosti uoće i božje providnosti. Monade imaju sposobnost predočavanja i žudnje, a osim toga "Monadi se prepisuje i djelovanje, ako ima razgovjetne percepcije, a trpljenje, ako ima nejasne. ‟  One se razlikuju po stupnjevima savaršenstva i teže za egzistencijom, one su „vječno ogledalo čitavog univerzuma." Beskonačne supstancije s bezbroj mogućnosti i svjetova, od kojih može postojati samo jedan, a to je najbolji mogući. Onaj u kojem živimo.

## Kozmološki argument
Leibniz je poznat i po svoj verziji argumeta za Božju opostojnost, kojeg je Kant nazvao kozmološki. Za dokazivanje koristi princip dovoljnoga razloga, tako da sve što postoji u svijetu postoji zbog nečega, odnsosno zavisno je od događaja koji su se dogodili prije njega, kao što mi postojimo zbog prokreacije naši roditelja, jer da nije tako - uzrok i posljedica bi bili jednovremeni, a to je nemoguće, a takav niz i vodi u beskonačnost. U tom svijetu beskrajnih uzročnosti bivanja mora postojati biće koje ne zavisi on ničega, odnosno postoji samo po sebi, a to je biće Bog.

## O Prestabiliranoj harmoniji
Pitanje sjedinjenja duše i tijela Leibniz je pokušao riješiti na jedan veoma zanimljiv način. Takozvani mind – body problem razlikuje ljudsko tijelo koje je građeno od propadljivog fizičkog materijala i njegovu dušu koja bih trebala bit vječna i nepropadljiva, te supstancijonalno potpuno različita od tijela, te nastoji napraviti koherentni sustav gdje jedno nadopunjuje drugo. Filozofi su s godinama dolazili do različitih ideja od vjerovanja u besmrtnu dušu i njezinu odvojenost od propadljivosti tijela, pa sve do vjerovanja da se duša i tijelo ne razlikuju u formi već u sadržaju, te da je čovjekova duša (osobnost) proizvod fizioloških atributa mozga koji je sama materija i tako da naša "duša" propada zajedno s našim tijelom.
Leibniz je kao kršćanin vjerovao u besmrtnost duše i pokušao je to svoje vjerovanje pomiriti sa znanošću koje je u njegovo vrijeme bila mehanističko – materijalistička. On nastoji objasniti prestabiliranoj harmonijom ne samu postojanost duše kao takve, već je pretpostavlja, nego njezin sklad s tijelom. Odnosno kako dvije potpuno različite supstancije mogu djelovati međusobno.
Primjer koji navodi jest usporedba dviju ura koje udaraju međusobnom istim ritmom, gdje je jedna ura duša, a druga tijelo. Tako da postoji tri načina na koji se to može dogoditi "ponajprije se to može temeljiti na uzajamnom utjecanju što je vrše jedna na drugu, zatim na tome da netko neprestano pazi na njih, a treće, pak, razlog tome može biti vlastita točnost." 
1. Prvi način je Leibniz objasnio pokusom što je njegov prijatelj napravio s dvije ure što je vezao na istu granu, te su se njihale zajedno jedna i druga, te su titraji koji su dolazili do grane oponašale kao harmoniju dviju žica koje su usklađene na isti ton.
2. Drugi način je način vanjskog utjecaja, gdje će se instalirati dvije ure koje su međusobno različito uštimane, ali će pokraj njih postojati majstor koji će ih podešavati jedna drugoj.
3. Treći način jest onaj gdje će dvije ure od početka njihovog sastavljanja biti savršeno usklađene jedna spram drugoj te neće biti odstupanja, jer su po svojoj biti skladne i ne postoji oprečnost u njihovom međusobnom postojanju.
Leibniz je odbacio prvi i drugi način, te je prihvatio treći, a to je put prestabilirane harmonije. Prvi način neće funkcionirati jednostavno zbog supstancijonalne različtiosti tijela i duše, utjecaj jedne na drugu ne bih donio nikakav rezultat jer se ne može pomiriti njihova bit, odnosno kao nešto ne-materijonalno može utjecati na materijalno. Drugi način Leibniz odbacuje iz razloga što bih bog morao uvesti neki sustav prigodnih uzroka, gdje bog ne može samo tako intervenirati već se mora prilagoditi našem poimanju stvarnosti. Ostaje treći način prestabilirane harmonije gdje je bog već u početku napravio savršenu sintezu tijela i duše, koje funkcioniraju i međusobno se ne isključuju. 
Ovdje je bitno naglasiti da Leibniz nije smatrao materiju kao nešto potpuno različito od duše, odnosno kao protežnu-materijalnu, kako su je većina smatrala, da je materija tvrdi i suhi materijal. On je materiju vidio kao agregat koji „nije ništa drugo doli mnoštvo. ‟ Nije vjerovao u tvrde atome koji su nedjeljivi, a sama materija je djeljiva, a svako tijelo se sastoji od beskonačno mnogo čestica. Čvrstoću tijela je objašnjavao uz pomoć gibanja, jer čvrstoću kao takvu nije smatrao izvornim atributom.

## Slobodna volja
Iako se Leibnizov determinizam u prirodi (Mehanika) izravno kosi sa slobodnom voljom čovjeka (Kršćanska etika) i on to zna, bez obzira iznosi niz argumenata kojima opravdava postojanje slobodne volje u čovjeku, te razlikuje dvije istine: 1. Izvjesne i 2. Nužne 
One koje su izvjesne i one koje su nužne. Tu i Bog dobiva svoju ulogu kao sveznajuće biće, on zna sve što će se dogoditi i kao takav sve su stvari izvjesne u svojoj mogućnosti, ali ne i nužne, odnosno bog zna sve što će se dogoditi i u tom smislu postoji neki oblik determinizma, ali te se stvari ne moraju dogoditi ako nisu u svojoj biti proturječne, odnosno ako ne postoji logička ne-koherentnost između njih.
One stvari koje nisu u svojoj biti proturječne kao npr. "..deduktivna sveza [koja] vlada u vječnim istinama, npr. geometrijskim.", moraju se dogoditi. One se na temelju svoje biti moraju nužno dogoditi još jedan primjer jest slobodan pad koji se zakonima gravitacije mora dogoditi da tijelo s određene visine nužno padne na zemlju. Leibniz pokušava objasniti izvjesnost u smislu mogućnosti, ali ne – nužne, ako se proturječi samom pojmu, pa tako jedan Hitler je zločinac, ali ne zato što je Hitler nego zato što je zločinac, odnosno, mogao je ne – biti zločinac, a biti samo A. Hitler - čovjek. 
Osim ako ne postoji proturječnosti između dva pojma onda ne postoji nužnost kao takva već ta vrsta "pretpostavlja slobodne odluke volje i povezanost univerzuma." Znači slobodna volja postoji u svom izvjesnom smislu kao mogućnost nečega što u svojoj biti nije proturječno, te kao takvo ni nužno. Leibnizova etika anticipira konceptualizam kao mogućnost sloge slobodne volje i determinizma.

## Načelo kontinuiteta
Jedno od najznatniji otkrića u filozofiji Nijemca G. W. von Leibniza (dalje: Leibniz) jest njegovo načelo kontinuiteta (dalje: načelo) koje je već danas dobro ustanovljeno u svim područjima prirodne znanosti i koje se s pravom može reći kao načelo bez kojeg uzročno-posljedična znanost kao takva ne bih bila moguća. Da objasnimo Leibnizovo načelo kontinuiteta moramo pojasniti što znači kontinuitet uopće, po Anićevom Riječniku kontinuitet znači;  "nastavljanje bez prekida, neprekidnost, stalnost." Ono što je oprečno jest diskontinuitet to jest prekid nečega odnosno, ne-povezana cjelina.
Leibniz svoje načelo formulira u djelu O načelu kontinuiteta (1687.) "Ako se u nizu danih veličina dva slučaja neprestano približuju jedan drugome, tako da napokon jedan prelazi u drugi, onda mora nužno do istog toga doći u odgovarajućem nizu izvedenih ili ovisnih veličina koje se traže." U ovom načelu Leibniz pretpostavlja neprestani kontinuitet događaja, koji se međusobno vežu jedan s drugim i bez kojeg jedan ne bih bio moguć jer se pretpostavljaju. Odnosno onaj događaj koji se dogodio poslije ne bih se mogao dogoditi da nije bio onaj prije i tako beskonačno u jednom i drugom vremenskom procesu (prošlos-budućnost).
Da bolje objasnimo kako je Leibniz svoje načelo koje je prvobitno matematičke naravi primijenio na svoju filozofiju moramo se sjetiti da je Leibniz bio matematičar, osim što je bitan za filozofiju bitan je i za matematiku jer je u isto vrijeme kao i Isaac Newton otkrio diferencijalni i integralni račun, te svijet promatrao kao i većina tadašnjih znanstvenika mehanički, da se razumijemo Leibniz nije bio materijalist, ali je pretpostavljao da se većina stvari može objasniti matematički i da ona načela što vrijede u matematici se mogu i primijeniti na druga područja znanosti koja po svojoj isključivo ljudskoj naravi nisu kvantitativna.
Svoje načelo Leibniz je potkrijepio matematičko-geometrijskim argumentima koje pretpostavlja kontinuitet kao takav "Budući da geometrija nije drugo do znanost o granicama i o veličini kontinuuma, nije ništa čudno da taj zakon u njoj svuda vlada: jer odakle bi u nekom predmetu došlo do naglog prekida, ako on po svojoj prirodi to ne dopušta?". Osim geometrijskih argumenata smatrao je da je načelo primjenjivo i na fiziku suprotstavljajući svoje načelo kontinuiteta kretanju, rabeći argumente za vremensku beskonačnost stvarnosti, te ga tako opovrgavajući da uopće postoji. "Možemo, na mirovanje gledati kao na beskonačno malu brzinu ili kao na beskonačno veliku sporost."
Historijska zbilja u kojem se Leibniz nalazio je bitno promijenila način na koji se misli pogotovo u znanstvenome svijetu. Doba znanstvene revolucije u 17. i 18. stoljeću koju obilježava nagli napredak matematičke znanosti koji je svoj početak dobio u Francisu Bacon engleskom empiristu koji je utemeljio eksperiment kao najkvalitetniju znanstvenu metodu, a svoj epilog u Newtonu koji je ustanovio zakone mehanike imale su velik utjecaj na daljnji razvoj znanosti, filozofije i čovječanstva, gdje se prvenstveno počelo gledati na svijet kao mehanički stroj, a tako i na čovjeka. Tijek mišljenja koji možemo nazvati mehaničkim jer su zakoni mehanike najviše utjecali na percepciju stvarnosti kao takve su bitno utjecali na filozofiju i njezin razvoj, pa je čak i Leibniz pomoću mehanističkih principa jednim dijelom bio determinist, možda ne svojom voljom, ali intelektom jest "Ja, dakle, mislim, da se izrazim [u] stilu algebre, da bi se – kad bi se nekom formulom s višom oznakom moglo izraziti neko bitno svojstvo univerzuma, otprilike onako kako je to učinio g. Hudde koji je tvrdio da može prikazati algebarsku krivulju čiji bi obrisi obilježavali crte nekog poznatog lica – u toj formuli moglo očitati kakva će biti uzastopna stanja svih njegovih dijelova i u svim danim vremenima." Iako je vjerovao u slobodno volju i pokušao je prikazati kao koherentni sustav u svojoj filozofiji ja smatram da ili nije dovoljno dobro shvatio mehaniku i njezinu primjenu na svijet uopće ili slobodnu volju i njezinu oprečnost mehaničkom determinzimu.
Leibniz je bio čovjek od vjere i u njegovoj filozofiji neizostavan je bog kao univerzalni temelj cjelokupne stvarnosti i kao najjači argument za načelo kontinuiteta i red koji on pretpostavlja. "Može se, zbog toga, tvrditi – ma kako da je bog stvorio ovaj svijet – da ga je stvorio u skladu s pravilnošću i s nekim određenim općim redom." Ovdje Leibnz kao i većina tadašnjih filozofa argumentira Boga iz reda i uređenosti svemira, koju je on dobio u matematici i geometriji, taj red u prirodi koji pretpostavlja boga ili inteligentni dizajn vuče svoje korijenje u grčkoj kozmologiji koju je prvi izložio Platon u svom djelu Timej gdje je u početku bio Χάος (kaos), a nakon intervencije Demijurga nastao Κόσμος (cosmos - red). Ovdje Leibniz spaja svoje načelo kontinuiteta koje je opravdao geometrijom i svoje vjerovanje u boga, te je dobio koherentnu cjelinu uređenosti svemira kao opći dokaz opostojnosti Boga.
Kontinutitet kao takav omogućuje povezanost cjeline u kojoj nema mjesta za prekide, pa tako ni za prazan prostor, naime, Leibniz je smatrao da prazan nije realan u svijetu (Vidi: Parmenid i Zenon) u kojem vlada zakon kontinuiteta i istodobnosti "Zahvaljujući njoj univerzum je skroz ispunjen, a prazne prostore valja prebaciti u imaginarna područja." Osim praznog prostora Leibniz je uklonio izravan učinak koji se temelji u kontinuitetu kao takvom, te je tu intelektualno ne dosljedan, a to je uzročno-posljedična veza, odnonso njegov kontinuitet je prvenstveno geometrijske naravi, a ne prirodne. Tako da on vidi kontinuitet samo kao zbilju geometrijske i vremenske stvarnosti, a ne stvarnosti same, te isljučuje međusobnu uzročnost supstancija u prirodi. A to objašnjava svojim idealizmom.
"Moglo, dakle, na određeni način, a i s punim pravom reći, premda malo drugčije od uobičajenog načina izražavanja, da neka pojedninačna supstancija nikad ne djeluje na neku drugu, niti je ta druga izložena kakvom učinku one prve, ako se naime uzme u obzir sve što se zbiva sa supstancijom jedino i isključivo posljedica njezine ideje ili njezina cjelovitog pojma, jer ta ideja u sebi uključuje sve predikate ili događaje te izražava cijeli univerzum."
Leibniz je bio idealist pod velikim ujecajem Platona, jer je smatrao da ideja nekoga pojma je temelj njegove stvarnosti i u determiniranom kontinuiranom svemiru u kojem nema mjesta za prekide i prazan prostor nema ni za utjecaj jedne supstancije na drugu, jer su one već oblikovane u svom pojmu ili ideji.
„Moglo, dakle, na određeni način, a i s punim pravom reći, premda malo drugčije od uobičajenog načina izražavanja, da neka pojedninačna supstancija nikad ne djeluje na neku drugu, niti je ta druga izložena kakvom učinku one prve, ako se naime uzme u obzir sve što se zbiva sa supstancijom jedino i isključivo posljedica njezine ideje ili njezina cjelovitog pojma, jer ta ideja u sebi uključuje sve predikate ili događaje te izražava cijeli univerzum.‟ 
Leibnizovo načelo kontinuiteta je anticipiralo teoriju evolucije po kojoj su ljudi i životinje u vezi kao i biljke i životinje, iako kršćanin on je smatrao da biti u vezi sa životinjama nije niti malo protu biblijski, jer je sve to jedinstvo ideja u Božjem umu.  
Odbacujući djelovanje jedne supstancije na drugu, Leibnizov kontinuitet se može interpretirati kao jedna neprekidna cjelina povijesne-zbilje koja ima svoju matematičko-idejnu određenost i božansku utemeljenost, bez ikakvog mjesta za prazan prostor ili prekid koji će uzurpirati teoriju sve – povezanosti. Temelj Leibnizovog načela kontinuiteta leži osim u geometriji koja je već u renesansi dobila svoj autoritet među znanostima i kao takva popularizirala prostor kao neprekidni i beskonačni kontinuum i u matematici koja se kao znanost temelji na povezanosti i formalnoj točnosti.

## Djela
- "O principu pojedinačnog"
- "Rasprava o metafizici"[3]
- "O prestabiliranoj harmoniji"[3]
- "Rasprava o kontinuitetu"[3]
- "Novi ogledi o ljudskom razumu"[10]
- "Monadologija"[11]
- "Ogled o teodiceji"[12]

## Vanjske poveznice
- Leibniz, Gottfried Wilhelm Hrvatska enciklopedija. LZMK
- LZMK / Proleksis enciklopedija: Leibniz, Gottfried Wilhelm
- Leibniz - veliki um čija svestranost oličava univerzalne težnje novoga vijeka  Arhivirana inačica izvorne stranice od 25. siječnja 2024. (Wayback Machine)